# クリスティン・ハコナルドッティル
クリスティン・ロス・ハコナルドッティル（アイスランド語: Kristin Ros Hakonardóttir、1973年7月18日 - ）は、アイスランドのレイキャビク出身の競泳選手。
1998年のソウルパラリンピックに出場して以来、2004年のアテネパラリンピックまで夏季パラリンピックには毎回出場し、初めてのパラリンピックはメダルこそなかったものの出場した2種目のいずれも決勝まで進んでおり、以降は全ての大会でメダルを獲得した。